# Рок-опера
Рок-опера (англ. rock opera) — музично-драматичний жанр, основою якого є рок-музика, а коріння
пов'язане з мюзиклом. Подібно до класичної опери, рок-опері характерні різні номери: арія, монолог, хор, розмовні діалоги, танцювальні епізоди зі специфічною пластикою, найрізноманітніші прийоми звукового оформлення та світлові ефекти. Музична мова рок-опер пов'язана з використанням рок-ансамблю, а також класичного оркестрового складу або їх поєднання. Манера виконання наслідує різні види рок-музики, використовує елементи музичної мови інших шарів культури — від фольклору і бароко до джазу і авангарду.

## Історія жанру
Автором першої рок-опери і засновником цього жанру вважається гітарист Піт Таунсенд, лідер гурту The Who, який випустив у 1969 році альбом «Томмі», означений як «рок-опера». Деякі джерела першою рок-оперою називають «Волосся» Г. Макдермота (1967), проте інші називають цей твір мюзиклом.
Однією з найвідоміших в історії стала рок-опера британського композитора Е. Л. Веббера «Ісус Христос — суперзірка», написана в 1970-71 роках. Цей твір був визнаний вдалим і новаторським. Критик Вільям Бендер писав:

| "Що б не говорили про Ісуса, Уеббер і Райс зуміли сплавити воєдино слова й музику, знайти таку переконливу мову, що після них рок ніколи вже не буде як раніше... Уеббер і Райс не перевершили Бітлз або Роллінг Стоунз, Прокоф'єва, Орфа, Стравінського, або будь-якого іншого музиканта, чий вплив помітний в їхній рок-опері. Але їм удалося органічно з'єднати всі запозичення й створити свій власний, серйозний і значний твір" |.
Незабаром до жанру рок-опери звернулися радянські музиканти. Першою радянською рок-оперою стала «Орфей і Евридика» (1975) О. Журбіна. Широку популярність здобули опери О. Рибникова «Зірка і смерть Хоакіна Мур'єти» (1976) та «Юнона і Авось» (1981), О. Градського — «Стадіон» (1985) та інші.
Популярною українською рок-оперою стала «Біла ворона», написана композитором Геннадієм Татарченком та поетом Юрієм Рибчинським в 1989 році. Темою цієї рок-опери став подвиг Жанни д'Арк.

## Відомі рок-опери
- «Томмі» (англ. Tommy, 1969) — гурт The Who
- «Ісус Христос — суперзірка» (1971) — Ендрю Ллойд Веббер, Тім Райс
- «Квадрофенія» (англ. Quadrophenia, 1973) — гурт The Who
- «Зірка і Смерть Хоакіна Мур'єти» (1976) — Олексій Рибников і Павло Грушко. Одна з перших рок-опер в СРСР.
- «Стіна» (англ. The Wall, 1979) — гурт Pink Floyd
- «Жерұйық» (1980) — Дос-Мукасан (Мухамеджанов Толеген Мухамеджанович)
- «Zen Arcade» (1984) — Hüsker Dü
- «Біла ворона» (1989) — Геннадій Татарченко та Юрій Рибчинський
- «Streets: A Rock Opera» (1991) — гурт Savatage
- «Metropolis Pt. 2: Scenes from a Memory» (1999) — Dream Theater
- «Avantasia» (2001-2002) — Тобиас Саммет (Edguy)
- «American Idiot» (2004) — Green Day
- «Tenacious D in The Pick of Destiny» (2006)
- «Repo! The Genetic Opera» (2008)
- «She» (2008) — проєкт Caamora Клайва Нолан
- «Equilibrio» (2008) — Xystus
- «Дорога без вороття» (2009) — ESSE
- «Моцарт, рок-опера» (2009) (Дов Аттья та Альберт Барон Коен)
- «21st Century Breakdown» (2009) — Green Day
- «Spider-Man: Turn Off the Dark» (2011) — Стен Лі
- «Lačplēsis» (2013) — гурт Autobuss Debesis